# Brains-sur-les-Marches
Brains-sur-les-Marches település Franciaországban, Mayenne megyében. Lakosainak száma 276 fő (2022. január 1.). Brains-sur-les-Marches Rannée, Fontaine-Couverte, Saint-Aignan-sur-Roë és Saint-Michel-de-la-Roë községekkel határos.

## Népesség
A település népességének változása:
| Lakosok száma | 353  | 220  | 224  | 235  | 248  | 263  | 269  | 277  | 278  | 276  |
|               | 1968 | 1982 | 1990 | 2006 | 2013 | 2015 | 2017 | 2019 | 2020 | 2022 |